# Violante von Bar

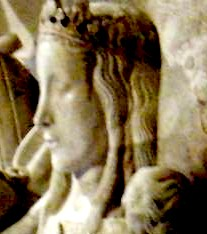
Grabmal der Violante im Monestir de Santa Maria de Poblet

Violante von Bar (auch Jolanthe oder Yolande) (* 1365; † 13. August 1431) war Gemahlin von Johanns I. und Königin von Aragón.

## Leben
Violante war die älteste Tochter des Herzogs Robert I. von Bar und dessen Gemahlin Maria, Prinzessin von Frankreich (1344–1404). Sie heiratete im Mai 1380 in Montpellier den aragonesischen Thronfolger Johann I.
Violantes Mann widmete sich auch nach seiner Thronbesteigung 1387 mit Vorliebe der Jagd. Er war jedoch auch hochgebildet und kunstinteressiert. Er war bereits einmal verheiratet gewesen, ehe er gegen den Willen seines Vaters Violante von Bar heiratete. 
Diese wurde von den aragonesischen Zeitgenossen und Geschichtsschreibern als Fremde negativ bewertet. Man warf ihr ein verschwenderisches Leben und eine unangemessene Einflussnahme auf die Politik vor. Der Hof des Paares wurde zu einem geistigen Zentrum, war aber enorm kostspielig, was von den Zeitgenossen vor allem Violante angelastet wurde. Ihr Ehemann überließ ihr einen Großteil der Regierungsgeschäfte. Aber sie handelte nicht gegen seinen Willen. 
Ihr gelang es die Familie de Fortià zu entmachten, die mit der vierten Eheschließung Peters IV. von Aragón mit Sibila de Fortià (1350–1406) wichtige politische Schlüsselpositionen besetzt hielt. Violante gelang es weitestgehend ohne die Cortes zu regieren. 
Sie löste Aragón außenpolitisch aus seinen alten Verbindungen und drängte es vermehrt an die Seite Frankreichs. Während des Hundertjährigen Krieges stand das Land nunmehr klar an der Seite Frankreichs. Im Jahr 1390 arrangierte Violante eine Ehe ihrer Tochter Jolanthe mit dem Erben von Neapel Ludwig. 
Nach dem Tod ihres Mannes 1396 kam es zu Erbfolgeproblemen. Aus den vorangegangenen Ehen hatte der König nur Töchter. Die Tochter Johanna war seit 1392 mit Graf Mathieu von Foix verheiratet. Violanta und der Graf versuchten vergeblich, den Erbanspruch von dessen Frau durchzusetzen. Auch der Versuch ihre Tochter Jolanthe als Erbin durchzusetzen, war nicht erfolgreich. Bis zu ihrem Tod gab sie den Kampf um den Erbanspruch der Tochter nicht auf und blieb politisch aktiv. In der Erbfrage setzte sich Martin I. durch.
Ihr Marmorgrabmal befindet sich bei den 'Königsgräbern' im Monestir de Santa Maria de Poblet. 
Es ist eine umfangreiche Korrespondenz von Violante de Bar im Staatsarchiv, Barcelona, erhalten.

## Nachkommen
aus ihrer Ehe mit Johann hatte sie folgende Kinder:
- Jakob (1382–1388), Herzog von Girona
- Jolanthe (1379–1442) ⚭ 1400 König Ludwig II. von Neapel
- Antonia (1391–1392)
- Eleonore (*/† 1393)
- Ferdinand (*/† 1394), Herzog von Girona
- Johanna (*/† 1396)